# Olivier Jean
Olivier Jean (Montreal, 15 de marzo de 1984) es un deportista canadiense que compitió en patinaje de velocidad sobre hielo, en las modalidades de pista larga y pista corta.
Participó en tres Juegos Olímpicos de Invierno, entre los años 2010 y 2018, obteniendo una medalla de oro en Sochi 2014, en la prueba de pista corta de 5000 m relevos.
Ganó una medalla de bronce en el Campeonato Mundial de Patinaje de Velocidad sobre Hielo en Distancia Individual de 2017, en la prueba de salida en grupo.

## Palmarés internacional
| Juegos Olímpicos | Juegos Olímpicos | Juegos Olímpicos | Juegos Olímpicos |
| Año              | Lugar            | Medalla          | Prueba           |
| ---------------- | ---------------- | ---------------- | ---------------- |
| 2014             | Sochi (Rusia)    | Medalla de oro   | Relevo 5000 m    |

| Campeonato Mundial en Distancia Individual | Campeonato Mundial en Distancia Individual | Campeonato Mundial en Distancia Individual | Campeonato Mundial en Distancia Individual |
| Año                                        | Lugar                                      | Medalla                                    | Prueba                                     |
| ------------------------------------------ | ------------------------------------------ | ------------------------------------------ | ------------------------------------------ |
| 2017                                       | Gangneung (Corea del Sur)                  | Medalla de bronce                          | Salida en grupo                            |